# Životice (Havířov)
Životice (polsky Żywocice, německy Zywotitz, Žywotitz, dříve Ziwotitz) je součást statutárního města Havířov v okrese Karviná, v Moravskoslezském kraji. K Havířovu byla původní obec připojena v roce 1960. V Životicích žije přibližně 1 300 obyvatel.

## Historie
Malá vesnice s převažujícím polskojazyčným obyvatelstvem, ležící v Těšínském Slezsku, byla v roce 1920 připojena k nově vzniklému Československu. Tomuto rozhodnutí předcházela četná diplomatická jednání a marný pokus o plebiscit, který eskaloval nacionalistické nálady a vedl ke stavu blízkému občanské válce. Připojení k Československu bylo polským obyvatelstvem vnímáno jako nepřátelský akt, což vedlo k eskalaci národnostní nesnášenlivosti.
Situace vyvrcholila v říjnu 1938, kdy po podpisu mnichovské dohody obsadila polská armáda celé Těšínské Slezsko. Týkalo se to samozřejmě i Životic, které se staly součástí polského území. Po začátku 2. světové války v září 1939 byly přičleněny k Německé říši jako okupované území.
Do obecného povědomí tato malá vesnice vstoupila především kvůli nacistické vyhlazovací akci z 6. srpna 1944, při které gestapo zastřelilo šestatřicet chlapců a mužů. Razie byla odvetou za přestřelku v místním hostinci, kde při nepřipraveném útoku místní partyzánská skupina zaútočila na popíjející gestapáky. Jejich obětí se krom gestapáků stal také hostinský Isidor Mokrosz (u něhož gestapo původně chtělo vyšetřovat partyzánské přepadení) a jeden z partyzánů. Po válce byla tragédie zneužita k účelovému výkladu nastupující komunistickou mocí a nacionalistickými skupinami. Na místech vražd jsou umístěny kamenné pomníky s vytesanými jmény obětí. 
Životice byly v roce 1960 přičleněny k nově vzniklému socialistickému městu Havířov. 
Novodobé historii Životic se věnoval historik Mečislav Borák, v roce 2022 vydala spisovatelka Karin Lednická populárně-naučnou knihu Životice: obraz (po)zapomenuté tragédie, za niž získala několik literárních cen. Románové zpracování tragédie je v knize Danuty Chlupové s názvem Jizva (2017).

## Pamětihodnosti
- Zámeček Životice
- Luterská kaple na hřbitově
- Socha svatého Jana Nepomuckého
- Památník Životické tragédie
- Krucifix s reliéfem